# Menhir von Schraplau
Der Menhir von Schraplau (auch Kutschstein oder Blauer Stein genannt) war ein vorgeschichtlicher Menhir bei Schraplau im Saalekreis, Sachsen-Anhalt. Er wurde vermutlich im späten 20. Jahrhundert zerstört.

## Lage
Der Stein befand sich am nordwestlichen Ortsrand von Schraplau am Weg nach Alberstedt. An seinem einstigen Standort erstreckt sich heute ein Kalksteinbruch.

## Beschreibung
Der Stein stand bei der Untersuchung durch Waldtraut Schrickel in den 1950er Jahren nicht mehr aufrecht. Er bestand aus blaugrauem Quarzit und hatte eine Länge von 0,9 m, eine Breite von 0,5 m und ragte 0,22 m aus dem Boden. Seine Oberfläche war löchrig und es war eine Reihe Eisennägel eingeschlagen.
Nach Schrickel könnte die Bezeichnung „Blauer Stein“ auf eine frühere Verwendung als Rechtsdenkmal hinweisen.
Funde aus der Umgebung des Steins stammen von der Bandkeramischen Kultur, der Baalberger Kultur, der Bernburger Kultur, der Schnurkeramischen Kultur, aus der Vollbronzezeit, der Eisenzeit und dem slawischen Frühmittelalter.

## Der Menhir in regionalen Sagen
Um den Menhir rankten sich mehrere Sagen: Vor langer Zeit soll hier eine Gräfin mit ihrer Kutsche in die Erde verwünscht worden sein. Nach einer ähnlichen Sage fuhr hier ein böser Ritter vorbei. Da erhob sich ein Donnerwetter und der Ritter ist mitsamt Wagen und Pferden augenblicklich versunken. Nach einer dritten Sage bewegt sich um Mitternacht ein brennendes Licht auf den Stein zu und verschwindet dann.